# アンゲルン半島
アンゲルン半島（アンゲルンはんとう、独: Angeln、丁: Angel、）は、ユトランド半島付け根のドイツ連邦共和国北部にある、デンマーク王国との国境近くの半島である。その地名は古語で釣り針（アンゲル）の形をした地形であることによる。シュレースヴィヒ＝ホルシュタイン州の北東部、バルト海側のシュレースヴィヒ＝フレンスブルク郡に所属する。北は国境のフレンスブルク湾を臨みデンマークに面し、南にまるで川のようなシュライ湾をはさんでシュヴァンゼン半島がある。両湾はフィヨルドである。この半島の付け根で両湾の奥にそれぞれ、フレンスブルクとシュレースヴィヒの街がある。

## 歴史
この地は、5世紀にグレートブリテン島に上陸したゲルマン系民族のアングル人（英：Angle 独：AngelnまたはAngel 仏：Angle）発祥の地でもある。アングル人はアングロサクソン七王国のうち、ノーサンブリア王国・マーシア王国・イーストアングリア王国を建国し、ブレトワルダ（覇王）も出す。七王国時代初期はグレートブリテン島のゲルマン民族の中ではアングル人が力を持った（七王国時代の末期はサクソン人が統一する）。このアングル人が上陸して住みついた島南東部の地が、後にラテン語でアングリア（Anglia）、ラテン系であるフランス語でアングルテール（Angleterre）、アングロサクソン訛りでイングランド（England）と言われる地（すべて「アングル人の土地」と言う意味）となる。
また、ここはシュレースヴィヒ＝ホルシュタイン問題の係争地である。デンマーク統治の時代が長かったが、1864年の第二次シュレースヴィヒ＝ホルシュタイン戦争、1866年の普墺戦争でプロイセン王国の州となった。第一次世界大戦後の1920年に住民投票が行われた結果、フレンスブルク湾対岸の北シュレースヴィヒはデンマーク領スナユラン県になった。